# Duman
Duman is een bestuurslaag in het regentschap West-Lombok van de provincie West-Nusa Tenggara, Indonesië. Duman telt 6228 inwoners (volkstelling 2010).